# Luché-sur-Brioux
Luché-sur-Brioux – miejscowość i gmina we Francji, w regionie Nowa Akwitania, w departamencie Deux-Sèvres.
Według danych na rok 1990 gminę zamieszkiwały 143 osoby, a gęstość zaludnienia wynosiła 28 osób/km² (wśród 1467 gmin regionu Poitou-Charentes Luché-sur-Brioux plasuje się na 850. miejscu pod względem liczby ludności, natomiast pod względem powierzchni na miejscu 1071.).